# 鰭斑喬丹綿鳚
鰭斑喬丹綿鳚，為輻鰭魚綱鱸形目绵鳚亞目绵鳚科的其中一種，分布於西北太平洋區的日本海至鄂霍次克海北部海域，屬底棲性魚類，棲息深度在水深40至300公尺，體長可達15公分。

## 扩展阅读
維基物種上的相關：鰭斑喬丹綿鳚